# Abbott și Costello contra Căpitanul Kidd
Abbott and Costello Meet Captain Kidd este un film de comedie american din 1952 regizat de Charles Lamont. În rolurile principale joacă Bud Abbott și Lou Costello.

## Distribuție
- Bud Abbott ca Rocky Stonebridge
- Lou Costello ca Oliver Johnson
- Charles Laughton ca Capt. William Kidd
- Hillary Brooke ca Capt. Bonney
- Bill Shirley ca Bruce Martingale
- Leif Erickson ca Morgan
- Fran Warren ca Lady Jane